# Altamirano (Altamirano)
Altamirano è un comune nello stato del Chiapas, Messico. Tale nome è stato scelto in omaggio allo scrittore e poeta del secolo scorso Ignacio Manuel Altamirano. Conta 36 160 abitanti secondo le stime del censimento del 2020.
Dal 1983, in seguito alla divisione del Sistema de Planeación, è ubicata nella regione economica II: Altos.